# Thalamoporella parviavicularia
Thalamoporella parviavicularia är en mossdjursart som beskrevs av Soule, Soule och Chaney 1992. Thalamoporella parviavicularia ingår i släktet Thalamoporella och familjen Thalamoporellidae. Inga underarter finns listade i Catalogue of Life.